# Älmessjön
Älmessjön är en sjö i Ovanåkers kommun i Hälsingland och ingår i Ljusnans huvudavrinningsområde. Sjön har en area på 0,316 kvadratkilometer och ligger 192,1 meter över havet.

## Delavrinningsområde
Älmessjön ingår i det delavrinningsområde (680731-148980) som SMHI kallar för Mynnar i Älmån. Medelhöjden är 231 meter över havet och ytan är 6,22 kvadratkilometer. Det finns inga avrinningsområden uppströms utan avrinningsområdet är högsta punkten. Vattendraget som avvattnar avrinningsområdet har biflödesordning 4, vilket innebär att vattnet flödar genom totalt 4 vattendrag innan det når havet efter 106 kilometer. Avrinningsområdet består mestadels av skog (74 procent) och sankmarker (13 procent). Avrinningsområdet har 0,31 kvadratkilometer vattenytor vilket ger det en sjöprocent på 5 procent.